# Peltis pippingskoeldi
Peltis pippingskoeldi is een keversoort uit de familie schorsknaagkevers (Trogossitidae). De wetenschappelijke naam van de soort werd in 1852 gepubliceerd door Carl Gustaf Mannerheim.